# 감비아틈새얼굴박쥐
감비아틈새얼굴박쥐(Nycteris gambiensis)는 틈새얼굴박쥐과에 속하는 박쥐의 일종이다. 베넹과 부르키나 파소, 카메룬, 코트디부아르, 감비아, 가나, 기니, 기니비사우, 말리, 모리타니, 니제르, 나이지리아, 세네갈, 시에라리온 그리고 토고에서 발견된다. 자연 서식지는 아열대 또는 열대 습윤 저지대 숲과 건조 사바나 지역, 습윤 사바나 지역이다. 서식지 감소로 멸종 위협을 받고 있다.